# Nicky van Leuveren

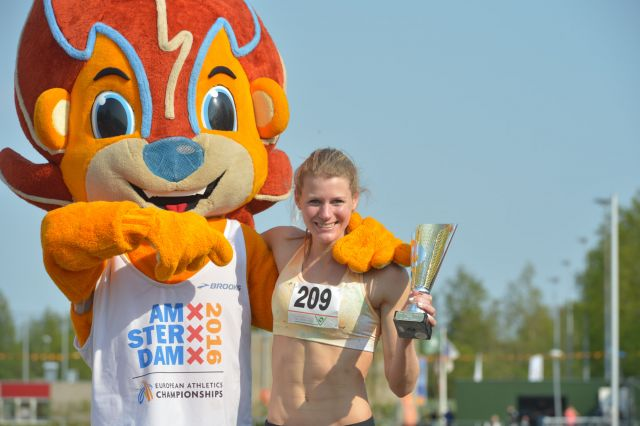
Nicky van Leuveren met de Ter Specke Bokaal 2016.

Nicky van Leuveren (Amsterdam, 20 mei 1990) is een Nederlandse atlete, die zich heeft toegelegd op de 200 en 400 m. Op deze twee onderdelen veroverde zij bij de senioren tot nu toe in totaal zes nationale titels. Zij heeft op de incourante 300 m sinds 2016 de beste Nederlandse prestatie ooit op haar naam staan en is sinds dat jaar op de 4 × 400 m estafette een van de Nederlandse recordhoudsters.

## Loopbaan

### Eerste successen in juniortijd
Van Leuveren, die lid is van de Amsterdamse atletiekvereniging Phanos, veroverde haar eerste nationale titel in 2005, toen ze vijftien jaar oud was. Op de 200 m werd zij Nederlands kampioene bij de B-meisjes.
Twee jaar later maakte zij haar debuut op een internationaal kampioenschapstoernooi: als lid van de 4 × 100 m estafetteploeg nam zij deel aan de Europese jeugdkampioenschappen in Hengelo, waar het Nederlandse viertal, na zich in de series met 45,98 s voor de finale te hebben geplaatst, in die finale werd gediskwalificeerd vanwege een foute wissel. In 2008 was zij er op de wereldkampioenschappen voor junioren in het Poolse Bydgoszcz opnieuw bij, maar als reserve van de 4 × 100 m estafetteploeg kwam zij daar niet in actie. Dat jaar veroverde zij ook haar eerste medaille op een seniorentoernooi: op de Nederlandse indoorkampioenschappen in Gent werd zij tweede op de 400 m. Zeventien was zij toen.

### NK-medailles
Sinds 2010 is Van Leuveren op Nederlandse kampioenschappen niet meer weg te denken van het erepodium. Altijd is er wel een plak voor haar weggelegd en sinds 2011 zit daar in elk geval altijd een gouden tussen, aanvankelijk uitsluitend op de 400 m, maar sinds 2015 scoort zij bij de senioren eveneens goed op de 200 m en veroverde zij ook op dit onderdeel in 2016 haar eerste titel.
In 2013 maakte zij deel uit van de Nederlandse ploeg die werd uitgezonden naar de wereldkampioenschappen in Moskou, net als vijf jaar eerder in Bydgoszcz als reserve voor de 4 × 100 m estafette, maar opnieuw kwam zij niet in actie. Dat had deze keer echter een andere oorzaak. Eenmaal in Moskou aangekomen bleek Van Leuveren onvoldoende wedstrijdfit en werd om die reden besloten haar terug te trekken en naar huis te laten terugkeren om daar verder te herstellen. Een jaar later was zij echter wel degelijk wedstrijdfit, toen zij tijdens de wereldindoorkampioenschappen in Sopot uitkwam op de 400 m, maar daar kwam zij met 53,34 niet verder dan haar serie.

### Estafetterecords in 2016 op EK en OS
Na haar reeds gememoreerde indoortitel op de 200 m in 2016 startte Nicky van Leuveren het outdoorseizoen voortvarend door tijdens de wedstrijden om de Ter Specke Bokaal te Lisse, de jaarlijkse openingsklassieker van het Nederlandse baanseizoen, de incourante 300 m af te leggen in 36,24, op dat moment de snelste tijd ooit gelopen door een Nederlandse. De vorige toptijd stond sinds eind jaren negentig op naam van Ester Goossens. Van Leuveren won er de Ter Specke Bokaal mee, de ereprijs voor de beste prestatie van het toernooi bij de vrouwen. Het was voor haar de tweede keer in successie, want in 2015 had zij die prestatieprijs ook al veroverd, nadat zij toen zowel de 150 m als de 300 m had gewonnen. Bij de wedstrijden om de Gouden Spike won zij vervolgens de 400 m in 52,06, waarmee zij zich kwalificeerde voor de Europese kampioenschappen in Amsterdam. Hier bereikte ze via een serietijd van 52,02 de finale, waarin zij in 52,76 op de achtste plaats eindigde. Vervolgens nam zij in Amsterdam ook deel aan de 4 × 400 m estafette. Op dit onderdeel kwam zij, samen met haar teamgenotes Lisanne de Witte, Laura de Witte en Eva Hovenkamp in de serie tot een tijd van 3.29,18, een nationaal record. In de finale liep dezelfde ploeg in 3.29,23 nauwelijks langzamer en eindigde als zevende. Hiermee kwalificeerde het team zich voor de Olympische Spelen in Rio de Janeiro. In de Braziliaanse stad werden Madiea Ghafoor, Lisanne de Witte, Nicky van Leuveren en Laura de Witte weliswaar uitgeschakeld, maar hun eindtijd van 3.26,98 betekende een ruime verbetering van het in Amsterdam gevestigde nationale record.
Nicky van Leuveren is studente economie.

## Nederlandse kampioenschappen
Outdoor
| Onderdeel | Jaar             |
| --------- | ---------------- |
| 400 m     | 2012, 2013, 2015 |

Indoor
| Onderdeel | Jaar       |
| --------- | ---------- |
| 200 m     | 2016       |
| 400 m     | 2011, 2014 |

## Persoonlijke records
Outdoor
| Onderdeel | Prestatie          | Datum            | Plaats    |
| --------- | ------------------ | ---------------- | --------- |
| 100 m     | 11,64 s (+1,5 m/s) | 5 juli 2015      | Rhede     |
| 200 m     | 23.35 s (+1,6 m/s) | 16 juni 2018     | Rhede     |
| 300 m     | 36,24 s (BNP)      | 7 mei 2016       | Lisse     |
| 400 m     | 52,02              | 7 juli 2016      | Amsterdam |
| 800 m     | 2.05,39            | 24 augustus 2013 | Merksem   |

Indoor
| Onderdeel | Prestatie | Datum            | Plaats    |
| --------- | --------- | ---------------- | --------- |
| 200 m     | 23,39 s   | 28 februari 2016 | Apeldoorn |
| 400 m     | 52,49 s   | 23 februari 2014 | Apeldoorn |

## Palmares

### 150 m
- 2015:  Ter Specke Bokaal te Lisse - 17,54 s
- 2016:  Ter Specke Bokaal - 17,41 s (-0,3 m/s)

### 200 m
- 2015:  NK indoor – 23,84 s
- 2015:  NK – 23,59 s (-0,2 m/s)
- 2016:  NK indoor – 23,39 s
- 2017:  NK – 23,91 s (+0,3 m/s)

### 300 m
- 2010:  Ter Specke Bokaal – 38,84 s
- 2011:  Ter Specke Bokaal – 39,22 s
- 2013:  Ter Specke Bokaal – 38,46 s
- 2015:  Ter Specke Bokaal - 37,71 s
- 2016:  Ter Specke Bokaal – 36,24 s (BNP)

### 400 m
- 2008:  NK indoor – 55,51 s
- 2010:  NK indoor – 55,75 s
- 2010:  Flynth Recordwedstrijden te Hoorn – 54,65 s
- 2010:  Gouden Spike – 53,87 s
- 2010:  NK – 53,95 s
- 2011:  NK indoor – 54,23 s
- 2011:  Flynth Recordwedstrijden – 54,24 s
- 2011:  Gouden Spike – 54,17 s
- 2011: 4e NK – 54,79 s
- 2012:  Gouden Spike – 55,04 s
- 2012:  NK – 54,27 s
- 2013:  NK indoor – 54,87 s
- 2013:  Gouden Spike – 53,78 s
- 2013:  NK – 52,14 s
- 2014:  NK indoor – 52,49 s
- 2014: 4e in serie WK indoor – 53,34 s
- 2014: 8e FBK Games – 53,68 s
- 2015:  NK – 52,70 s
- 2016:  Gouden Spike - 52,06 s
- 2016: 8e EK – 52,76 s (in ½ fin. 52,02 s)
- 2017: 7e FBK Games - 52,66 s
- 2018:  NK indoor - 53,27 s
- 2018:  Ter Specke Bokaal - 53,18 s
- 2019: 5e NK - 53,82 s

### 4 × 100 m
- 2007: DQ EJK te Hengelo (in serie 45,98 s)
- 2013: DNF EK voor landenteams First League in Dublin

### 4 × 400 m
- 2016: 7e EK - 3.29,23 (in serie 3.29,18 = NR)
- 2016: 6e in serie OS - 3.26,98 (NR)

1 Madiea Ghafoor ·
2 Lisanne de Witte ·
3 Laura de Witte ·
4 Nicky van Leuveren ·
Eva Hovenkamp (reserve)